# Poisat
Poisat és un municipi francès situat al departament de la Isèra i a la regió d'Alvèrnia-Roine-Alps. L'any 2007 tenia 2.079 habitants.

## Demografia

### Població
El 2007 la població de fet de Poisat era de 2.079 persones. Hi havia 828 famílies de les quals 180 eren unipersonals (60 homes vivint sols i 120 dones vivint soles), 324 parelles sense fills, 264 parelles amb fills i 60 famílies monoparentals amb fills.
La població ha evolucionat segons el següent gràfic:
Habitants censats

### Habitatges
El 2007 hi havia 851 habitatges, 834 eren l'habitatge principal de la família, 2 eren segones residències i 16 estaven desocupats. 557 eren cases i 291 eren apartaments. Dels 834 habitatges principals, 600 estaven ocupats pels seus propietaris, 209 estaven llogats i ocupats pels llogaters i 25 estaven cedits a títol gratuït; 17 tenien una cambra, 36 en tenien dues, 130 en tenien tres, 196 en tenien quatre i 456 en tenien cinc o més. 688 habitatges disposaven pel capbaix d'una plaça de pàrquing. A 391 habitatges hi havia un automòbil i a 378 n'hi havia dos o més.

### Piràmide de població
La piràmide de població per edats i sexe el 2009 era:
| Homes | Edats   | Dones |
| ----- | ------- | ----- |
| 0     | 95 o +  | 0     |
| 0     | 90 a 94 | 0     |
| 0     | 85 a 89 | 8     |
| 16    | 80 a 84 | 12    |
| 12    | 75 a 79 | 32    |
| 40    | 70 a 74 | 56    |
| 28    | 65 a 69 | 64    |
| 88    | 60 a 64 | 68    |
| 88    | 55 a 59 | 72    |
| 92    | 50 a 54 | 92    |
| 72    | 45 a 49 | 72    |
| 56    | 40 a 44 | 80    |
| 88    | 35 a 39 | 84    |
| 72    | 30 a 34 | 44    |
| 44    | 25 a 29 | 40    |
| 68    | 20 a 24 | 40    |
| 73    | 15 a 19 | 84    |
| 72    | 10 a 14 | 92    |
| 100   | 5 a 9   | 56    |
| 28    | 0 a 4   | 48    |

## Economia
El 2007 la població en edat de treballar era de 1.276 persones, 882 eren actives i 394 eren inactives. De les 882 persones actives 830 estaven ocupades (438 homes i 392 dones) i 52 estaven aturades (26 homes i 26 dones). De les 394 persones inactives 150 estaven jubilades, 163 estaven estudiant i 81 estaven classificades com a «altres inactius».

### Ingressos
El 2009 a Poisat hi havia 827 unitats fiscals que integraven 2.061,5 persones, la mediana anual d'ingressos fiscals per persona era de 24.266 €.

### Activitats econòmiques
Dels 96 establiments que hi havia el 2007, 1 era d'una empresa extractiva, 2 d'empreses alimentàries, 2 d'empreses de fabricació de material elèctric, 10 d'empreses de fabricació d'altres productes industrials, 20 d'empreses de construcció, 14 d'empreses de comerç i reparació d'automòbils, 3 d'empreses de transport, 3 d'empreses d'hostatgeria i restauració, 2 d'empreses d'informació i comunicació, 2 d'empreses immobiliàries, 17 d'empreses de serveis, 15 d'entitats de l'administració pública i 5 d'empreses classificades com a «altres activitats de serveis».
Dels 32 establiments de servei als particulars que hi havia el 2009, 3 eren tallers de reparació d'automòbils i de material agrícola, 2 paletes, 1 guixaire pintor, 3 fusteries, 6 lampisteries, 6 electricistes, 2 empreses de construcció, 3 perruqueries, 3 restaurants, 1 agència immobiliària, 1 tintoreria i 1 saló de bellesa.
Dels 4 establiments comercials que hi havia el 2009, 1 era un supermercat, 1 una fleca, 1 una llibreria i 1 una floristeria.

## Equipaments sanitaris i escolars
L'únic equipament sanitari que hi havia el 2009 era una farmàcia.
El 2009 hi havia 1 escola maternal i 1 escola elemental.

## Poblacions més properes
El següent diagrama mostra les poblacions més properes.